# José Viegas Filho
José Viegas Filho (Campo Grande, 14 ottobre 1942) è un diplomatico e politico brasiliano.

## Biografia
È stato Ambasciatore del Brasile in Danimarca (1995-1998), in Perù (1998-2001) e in Russia (2001-2002). È stato Ministro della Difesa nel Governo del Presidente Luiz Inácio Lula da Silva nel 2003 e 2004. Ha presentato la sua richiesta di rinuncia al Presidente della Repubblica a causa di una crisi generata da una nota divulgata dal Servizio di Comunicazione Sociale dell'Esercito, che faceva apologia del Regime Militare.
Nella sua nota di rinuncia alla carica, José Viegas ha fatto cenno all´incompatibilità tra il pensiero autoritario fondato sulla Dottrina di Sicurezza Nazionale e la piena vigenza delle istituzioni democratiche:
«La nota divulgata domenica 17 rappresenta la persistenza di un pensiero autoritario, legato ai resti della vecchia e anacronistica dottrina della sicurezza nazionale, incompatibilie con la piena vigenza della democrazia e con lo sviluppo del brasile nel secolo XXI. Ormai è ora che i rappresentanti di tale pensiero superato escano di scena.»
Nel 2005, José Viegas Filho ha ripreso la carriera diplomatica come Ambasciatore del Brasile in Spagna e nel 2009 è diventato Ambasciatore del Brasile in Italia, carica che occupa tuttora.